# Церква перенесення мощей святого Миколая (Плісняни)
Церква перенесення мощей святого Миколая в Пліснянах — парафія і храм греко-католицької громади Зборівського деканату Тернопільсько-Зборівської архієпархії Української греко-католицької церкви в селі Плісняни Тернопільського району Тернопільської области.

## Історія церкви
У XVII столітті село мало дерев'яний храм Перенесення мощей святого Миколая, який, ймовірно, збудували та освятили в 1697 році. Після того, як він згорів, на його місці у 1910 році звели нову дерев'яну церкву. Цю подію супроводив візит митрополита Андрея Шептицького, який, як вважають, і освятив новий храм. На церемонії були присутні отець Петро Гулей, отець Михайло Бринович та інші священники з сусідніх сіл.
У 1936 і 1939 роках на парафії проводилися місії, під час однієї з яких її відвідав владика Григорій Хомишин. Після 1946 року церква і парафія перейшли під юрисдикцію Московського патріархату. У 1983 році влада закрила храм, перенісши церковне начиння до церкви села Славна. На церкві в селі Плісняни повісили табличку з написом: «Склад церковного інвентаря».
Після виходу УГКЦ з підпілля в 1991 році храм знову відкрили, і парафія повернулася до її лона.
На честь 400-річчя Берестейської унії в центрі села встановили пам'ятний хрест, який освятив владика Зборівської єпархії Михаїл Колтун. Він також здійснив візитацію парафії у 1998 році.
Парафіяни з радістю приймали візити владики Василія Семенюка у 2005 та 2009 роках. Під час другого візиту владика привіз мощі Івана Хрестителя, помазав вірних єлеєм, благословив село мощами та обійшов з ними церкву. У 2011–2012 роках парафіяни відремонтували храм та дзвіницю, і на їх освячення у 2012 році знову прибув владика Василій Семенюк, вже як митрополит.
При парафії діють Вівтарне братство, спільнота «Матері в молитві» та Марійська дружина. У 2009 році Марійська дружина посіла перше місце в Зарваниці.

## Парохи
- о. Лука Целевич (1796—?; 30 травня 1862 — 5 січня 1868, прадід Костя Левицького),
- о. Камінецький,
- о. Ярослав (Іван) Любович (1940-і),
- о. Микола Капшій,
- о. Іван Пиріг,
- о. Стефан Зубко,
- о. Михайло Вересюк (з вересня 1995).